# Слизиха
Слизиха — деревня в Самойловском сельском поселении Бокситогорского района Ленинградской области.

## История
Деревня Слизиха упоминается на карте Новгородского наместничества 1792 года А. М. Вильбрехта.

СЛИЗИХА — деревня Горского общества, прихода села Никола. Река Тихвинка.

Крестьянских дворов — 6. Строений — 6, в том числе жилых — 5. Кожевенный завод. Жители занимаются рубкой, возкой и сплавом леса.

Число жителей по семейным спискам 1879 г.: 22 м. п., 18 ж. п.; по приходским сведениям 1879 г.: 29 м. п., 19 ж. п.

Сборник Центрального статистического комитета описывал её так:

СЛИЗИХА — деревня бывшая государственная, дворов — 4, жителей — 24; кожевенный завод. (1885 год)

В конце XIX — начале XX века деревня административно относилась к Деревской волости 5-го земского участка 3-го стана Тихвинского уезда Новгородской губернии.

СЛИЗИХА (СЛЕЗИХА) — деревня Горского общества, число дворов — 11, число домов — 17, число жителей: 41 м. п., 47 ж. п.; Занятия жителей: земледелие, отхожие заработки. Река Тихвинка и колодец. Смежна с Рязанским шлюзом. (1910 год)

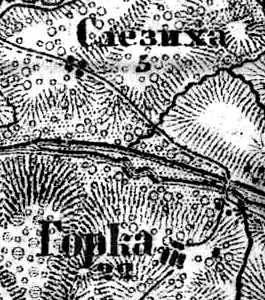
Деревня Слизиха на карте 1917 года

Согласно военно-топографической карте Новгородской губернии издания 1917 года, деревня называлась Слезиха и насчитывала 5 крестьянских дворов.
По данным 1933 года деревня Слизиха входила в состав Окуловского сельсовета Ефимовского района.
По данным 1966 и 1973 годов деревня Слизиха входила в состав Окуловского сельсовета Бокситогорского района.
По данным 1990 года деревня Слизиха входила в состав Самойловского сельсовета.
В 1997 году в деревне Слизиха Самойловской волости проживали 6 человек, в 2002 году — 3 человека (все русские).
В 2007 году в деревне Слизиха Самойловского СП проживали 7 человек, в 2010 году — 11.

## География
Деревня расположена в северо-западной части района на автодороге 41К-297 (Окулово — Слизиха).
Расстояние до административного центра поселения — 24 км.
Расстояние до ближайшей железнодорожной станции Ефимовская на линии Волховстрой I — Вологда — 26 км. 
Деревня находится на правом берегу реки Тихвинки.

## Демография
| 1997 | 2002 | 2007 | 2010 | 2017 |
| ---- | ---- | ---- | ---- | ---- |
| 6    | ↘3   | ↗7   | ↗11  | →11  |